# Estação Main Street (TTC)
Main Street é uma estação do metrô de Toronto, localizada na linha Bloor-Danforth. Localiza-se no cruzamento da Danforth Avenue com a Main Street. Possui um terminal de ônibus integrado, que atende a diversas linhas de superfície do Toronto Transit Commission. Seu nome provém da Main Street, a principal rua norte-sul servida pela estação. 
Street é parte do nome oficial da estação (outras estações do TTC cujo nome provém de uma rua próxima não incluem Street no seu nome), para evitar confusão, visto que Main sozinho (que significa "principal" em português) poderia fazer com que algumas pessoas pensassem que esta estação fosse a principal do sistema de metrô da cidade.
Main Street é a estação de metrô mais oriental do TTC localizada na Danforth Avenue. A leste, a linha segue em direção a leste, mas afastando-se gradualmente da Danforth Avenue, em direção ao norte.